# إدغار يونغ
إدغار يونغ (بالألمانية: Edgar Julius Jung) هو كاتب ومقاوم ومحامي وسياسي ألماني، ولد في 6 مارس 1894 في لودفيغسهافن في ألمانيا، وتوفي في 1 يوليو 1934 في أورانينبورغ في ألمانيا. حزبياً، نشط في حزب الشعب الألماني ‏.

## روابط خارجية
- إدغار يونغ على موقع مونزينجر (الألمانية)